# 山辺郡 (陸奥国)
山辺郡（やまべのぐん）は、かつて青森県の黒石市、南津軽郡浪岡町（現 青森市）付近に存在した、限時的に史料に見える郡。

## 沿革
山辺郡は、鼻和郡、平賀郡、田舎郡の津軽三郡に比べて史料に登場するのが遅く、

南北朝期に陸奥国の津軽平野東部に一時的に建てられたという説が一般的で、津軽四郡と呼ばれていた。
山辺郡成立以前は田舎郡に属し、建武元年（1334年）8月21日の工藤貞行譲状にあるのが初見で、その後に郡名は史料上には見えず、戦国期に郡立てされた形跡はない。